# Ein großer graublauer Vogel
Pour plus de détails, voir Fiche technique et Distribution.
Ein großer graublauer Vogel (en français Un grand oiseau gris-bleu) est un film germano-italien réalisé par Thomas Schamoni (de), sorti en 1970.

## Synopsis
Le poète Tom-X a appris de Belotti, un ancien scientifique, que lui et quatre autres scientifiques ont développé la formule pour dominer le monde. C’était une machine qui pouvait être utilisée pour manipuler le continuum espace-temps. Ces cinq scientifiques se sont cachés et ont codé leur invention dans un poème. Cependant, chacun des cinq ne connaît qu'un seul couplet : Tom-X connaît celui de Belotti.
Lorsque Belotti est assassiné, G.O.G.I.O., chef d'un groupe de journalistes, découvre cette histoire. Lui et ses assistants traquent ces scientifiques. Mais d'autres personnes sont également après cette histoire. Il y a Cinque, le cerveau en fauteuil roulant d'une série d'agents mystérieux. Ou Morelli, qui travaille sur une invention similaire. Diana, une supposée nièce de Belotti, et Luba, une autre femme mystérieuse.
La rencontre dans une villa italienne au bord d'un lac entraîne un accord de G.O.G.I.O. avec Lunette, allié de Cinque : tous les vieillards du lac doivent être filmés pour les comparer avec d'anciennes photos, on pourrait ainsi retrouver les scientifiques disparus. Le caméraman Knokke filme tout jusqu'à sa mort, les enregistrements qu'il a réalisés peuvent être visionnés immédiatement. De cette façon, ils démasquent les anciens scientifiques, Cinque en fait partie, mais avant de pouvoir reprendre les recherches avec Tom-X comme successeur de Belotti, il y a une fusillade sauvage...

## Fiche technique
- Titre original allemand : Ein großer graublauer Vogel
- Titre italien : Un grosso uccello grigio azzurro
- Réalisation : Thomas Schamoni (de) assisté de Hans-Jörg Weyhmüller
- Scénario : Thomas Schamoni, Uwe Brandner, Hans Noever, Max Zihlmann (de)
- Musique : Irmin Schmidt, Can
- Costumes : Alice Blank
- Photographie : Dietrich Lohmann, Bernd Fiedler (de)
- Son : Veronika Meyerhofer
- Montage : Elisabeth Orlov, Peter Przygodda
- Production : Thomas Schamoni
- Société de production : TS-Film, Prodi Cinematografica
- Société de distribution : Filmverlag der Autoren (de)
- Pays d'origine :  Allemagne de l'Ouest
- Langue : Allemand
- Format : Couleur - 1,66:1 - mono - 35 mm
- Genre : Science-fiction
- Durée : 92 minutes
- Dates de sortie :
  - Allemagne de l'Ouest : 26 juin 1970 (Berlinale), 9 avril 1971 (diffusion nationale)

## Distribution
- Klaus Lemke (de) : Tom-X
- Sylvie Winter : Luba
- Umberto Orsini : Morelli
- Rolf Becker : Lunette
- Walter Ladengast : Belotti
- Bernd Fiedler : Knokke
- Sigi Graue : Brian
- Mario Novelli : Herbert
- Olivera Katarina (alias Olivera Vuco) : Diana
- Lukas Ammann (de) : Cinque
- Thomas Braut : G.O.G.I.O.
- Marquard Bohm : Bill
- Hans Karl Friedrich (de) : le premier chercheur
- Klaus W. Krause (de) : le deuxième chercheur
- Camillo Kühles : le troisième chercheur
- Robert Siodmak
- Peter Berling

## Production
Le film est inspiré du poème Bottom du recueil Les Illuminations d'Arthur Rimbaud : « La réalité étant trop épineuse pour mon grand caractère, — je me trouvai néanmoins chez ma dame, en gros oiseau gris bleu s'essorant vers les moulures du plafond et traînant l'aile dans les ombres de la soirée. »
La tournage a lieu du 19 mai 1969 au 10 juillet 1969 à Munich, en Italie, en Suisse (Casa Ebelin Bucerius (de), à Brione sopra Minusio), dans le studio à Inning am Ammersee.
Le compositeur Irmin Schmidt du groupe Can rapportera dans une interview à propos du travail sur la musique du film : « Dans le film, il y a ces gens qui s'espionnent les uns les autres, et ils ont ces instruments électroniques et ces écrans avec lesquels ils travaillent. Pour le son du film, j'ai enregistré beaucoup de sons à ondes courtes et je les ai ensuite convertis en sound design. J'ai ensuite apporté ces sons édités en studio et Can a joué avec eux. Ensuite, je les ai réintégrés dans le film... ». La bande originale est enregistrée en novembre 1969.
Dans le documentaire Gegenschuss – Aufbruch der Filmemacher (2008) sur la société de distribution Filmverlag der Autoren (de), Schamoni et d'autres collaborateurs du nouveau film allemand rapportent que le film fut développé à l'origine comme une œuvre de commande pour la ZDF, mais il fut par le conseil de la radiodiffusion qui le trouva à l'époque trop expérimental après son achèvement, de sorte que la diffusion initialement prévue en 1969 ou 1970 n'a pas eu lieu.
Après une présentation en juin 1970 à la Berlinale, le film est diffusé dans toute l'Allemagne de l'Ouest avec une première le 9 avril 1971 au cinéma Eldorado à Munich puis est diffusé à la télévision le 26 juin 1971 par ARD.
Le film coûteux ne fut pas un succès commercial en raison des difficultés même de trouver un distributeur et à la faillite du coproducteur italien.

## Récompenses
- Filmband in Gold (de) 1970 :
  - Meilleur réalisateur espoir : Thomas Schamoni
  - Meilleure photographie : Dietrich Lohmann